# Шоломова ящірка
Шо́ломова я́щірка (Corytophanes) — рід ящірок з родини Шоломові ящірки. Має 3 види. Інша назва «шоломоносна ігуана».

## Опис
Загальна довжина коливається від 10 до 35 см. На голові у розвинений величезний гребінь, що тягнеться удовж спини і доходить до основи хвоста. Край гребеня прикрашений рядком з гострої шипоподібної луски. У самців гребінь значно вище ніж у самок. Мають дуже добре розвинену горлову торбу.
Забарвлення сильно залежить від стану тварини. Основні тони: коричневий і зелений стають набагато яскравіше, коли тварина збуджена, стає помітним малюнок з темніших або світлих смуг.

## Спосіб життя
Полюбляють дощові тропічні ліси. Більшу частину життя проводять на деревах, хоча нерідко зустрічаються і на землі. Активні вдень. Харчуються комахами, яких ловлять як на деревах, так і у лісовій підстилці.
Це яйцекладні ящірки.

## Розповсюдження
Мешкають у Мексиці, Панамі, Колумбії, Нікарагуа, Коста-Риці, Белізі, Гватемалі, Гондурасі і Сальвадорі.

## Види
- Corytophanes cristatus
- Corytophanes hernandezii
- Corytophanes percarinatus